# Menyhért Lakatos
Dans le nom hongrois Lakatos Menyhért, le nom de famille précède le prénom, mais cet article utilise l’ordre habituel en français Menyhért Lakatos, où le prénom précède le nom.
Menyhért Lakatos ([ˈmɛɲheːɾt], [ˈlɒkɒtoʃ]), né le 11 avril 1926 à Vésztő, décédé le 21 août 2007 à Budapest était un écrivain issu de la minorité rom de Hongrie.

## Œuvres

### Romans en version originale
- Füstös képek, 1975
- Angárka és Busladarfi, 1978
- A hét szakállas farkas, 1979
- A paramisák ivadékai, 1979
- Az öreg fazék titka, 1981
- Csandra szekere, 1981
- Akik élni akartak, 1982
- Hosszú éjszakák meséi, 1995
- A titok, 1998
- Tenyérből mondtál jövendőt, 1999

### Roman traduit en français
- Couleur de fumée : une épopée tzigane (Füstös képek), Paris, Actes Sud, 1986.

## Distinctions
- Prix Attila József (1976 et 1993